# (3035) Chambers
(3035) Chambers est un astéroïde de la ceinture principale découvert le 7 mars 1924 par l'astronome allemand Karl Wilhelm Reinmuth. Le lieu de découverte est Heidelberg (024). Sa désignation provisoire était A924 EJ.
Sa distance minimale d'intersection de l'orbite terrestre est de 1,286440 ua.